# 特里貝 (錢吉諾拉區)
特里貝（西班牙語：Teribe），是巴拿馬的城鎮，位於該國西北部，由博卡斯德爾托羅省的錢吉諾拉區負責管轄，面積858.5平方公里，2010年人口2,578，人口密度每平方公里3人。